# 朝丘マミ
朝丘 マミ（あさおか まみ、1995年8月27日) は東京都出身の女優。血液型はA型。新堂プロ所属。

## 略歴
2009年10月、小公女セイラに出演する。

## 人物
- 趣味は観劇。
- 小学生の頃にバレエを習っていた、

## 出演

### テレビドラマ
- 小公女セイラ (2009年10月 - 、TBS）
- KUNOICHI2009 (2009年10月7日、TBS）ゲスト
- 土曜ワイド劇場「ヤメ検の女2・殺人を隠蔽する検察!? 夫は自殺じゃない!」 (2011年2月19日、朝日放送） - 渡辺宗子(高校生期) 役